# Lučka Rakovec
Lučka Rakovec (Liubliana, 2001) es una deportista eslovena que compite en escalada. Ganó una medalla de oro en el Campeonato Europeo de Escalada de 2019, en la prueba de dificultad.

## Palmarés internacional
| Campeonato Europeo | Campeonato Europeo      | Campeonato Europeo | Campeonato Europeo |
| Año                | Lugar                   | Medalla            | Prueba             |
| ------------------ | ----------------------- | ------------------ | ------------------ |
| 2019               | Edimburgo (Reino Unido) | Medalla de oro     | Dificultad         |